# Niesgrau
Niesgrau (en danois: Nisvrå) est une commune de l'arrondissement de Schleswig-Flensbourg, Land de Schleswig-Holstein.

## Géographie
Depuis 1970, la commune regroupe les villages de Koppelheck, Stausmark et Stobdrup.

## Histoire
Les mégalithes du Großsteingrab Ohrfeld (de) datent du Néolithique.
Le nom de "Niesgrau" désigne un "coin" (Vrå) appartenant à un homme s'appelant Nis.
À la fin du Moyen Âge, elle appartient à la paroisse d'Esgrus. Après le rattachement du duché de Schleswig à la Prusse à la suite de la guerre des Duchés en 1864, la paroisse est divisée en neuf communes et quatre quartiers.
Auparavant, il existait une liaison maritime avec l'île de Fionie. Aujourd'hui, le port ne sert plus qu'à la plaisance.

## Source, notes et références
- (de) Cet article est partiellement ou en totalité issu de l’article de Wikipédia en allemand intitulé « Niesgrau » (voir la liste des auteurs).